# Ларк-Гарбор
Ларк-Гарбор (англ. Lark Harbour) — містечко в Канаді, у провінції Ньюфаундленд і Лабрадор.

## Населення
За даними перепису 2016 року, містечко нараховувало 522 особи, показавши зростання на 2,4%, порівняно з 2011-м роком. Середня густина населення становила 40,4 осіб/км².
З офіційних мов обидвома одночасно володіли 10 жителів, тільки англійською — 515.
Працездатне населення становило 46,7% усього населення, рівень безробіття — 18,6% (22,7% серед чоловіків та 15% серед жінок). 90,7% осіб були найманими працівниками, а 7% — самозайнятими.
Середній дохід на особу становив $32 937 (медіана $23 680), при цьому для чоловіків — $41 440, а для жінок $23 692 (медіани — $27 648 та $19 840 відповідно).
21,7% мешканців мали закінчену шкільну освіту, не мали закінченої шкільної освіти — 50%, 28,3% мали післяшкільну освіту, з яких 11,5% мали диплом бакалавра, або вищий.
| Статево-вікова структура населення | Статево-вікова структура населення | Статево-вікова структура населення | Статево-вікова структура населення | Статево-вікова структура населення |
| ---------------------------------- | ---------------------------------- | ---------------------------------- | ---------------------------------- | ---------------------------------- |
|                                    |                                    |                                    |                                    |                                    |
| Всього                             | Всього                             | 48,6%51,4%                         |                                    |                                    |
| 0 — 14 років                       | 0 — 14 років                       |                                    | 12,5%                              | 12,5%                              |
| 15 — 64 років                      | 15 — 64 років                      |                                    | 61,5%                              | 61,5%                              |
| 65 і більше                        | 65 і більше                        |                                    | 26%                                | 26%                                |
| 85 і більше                        | 85 і більше                        |                                    | 1%                                 | 1%                                 |
| Середній вік (років)               | Середній вік (років)               | 47,947,0                           | 47,4                               | 47,4                               |
| Медіана (років)                    | Медіана (років)                    | 50,251,8                           | 51,0                               | 51,0                               |
| — чоловіки — жінки                 |                                    |                                    |                                    |                                    |

| Походження мешканців:     | Походження мешканців:     | Походження мешканців: | Походження мешканців: | Походження мешканців: |
| ------------------------- | ------------------------- | --------------------- | --------------------- | --------------------- |
| Походження                |                           |                       | осіб                  | %                     |
| Корінні американці        | Корінні американці        |                       | 145                   | 26.85%                |
| Інше північноамериканське | Інше північноамериканське |                       | 375                   | 69.44%                |
| Європейське               | Європейське               |                       | 185                   | 34.26%                |
| британське                | британське                |                       | 165                   | 30.56%                |
| французьке                | французьке                |                       | 30                    | 5.56%                 |

| Зайнятість населення за галузями (за класифікацією NOC): | Зайнятість населення за галузями (за класифікацією NOC): | Зайнятість населення за галузями (за класифікацією NOC): | Зайнятість населення за галузями (за класифікацією NOC): | Зайнятість населення за галузями (за класифікацією NOC): |
| -------------------------------------------------------- | -------------------------------------------------------- | -------------------------------------------------------- | -------------------------------------------------------- | -------------------------------------------------------- |
|                                                          |                                                          |                                                          |                                                          |                                                          |
| Управління                                               | Управління                                               |                                                          | 4,8%                                                     | 4,8%                                                     |
| Природничі та прикладні науки                            | Природничі та прикладні науки                            |                                                          | 4,8%                                                     | 4,8%                                                     |
| Охорона здоров'я                                         | Охорона здоров'я                                         |                                                          | 11,9%                                                    | 11,9%                                                    |
| Освіта, правозахист, муніципальні та урядові служби      | Освіта, правозахист, муніципальні та урядові служби      |                                                          | 16,7%                                                    | 16,7%                                                    |
| Роздрібна торгівля та послуги                            | Роздрібна торгівля та послуги                            |                                                          | 14,3%                                                    | 14,3%                                                    |
| Гуртова торгівля, транспорт та обладнання                | Гуртова торгівля, транспорт та обладнання                |                                                          | 21,4%                                                    | 21,4%                                                    |
| Природні ресурси, сільське господарство                  | Природні ресурси, сільське господарство                  |                                                          | 28,6%                                                    | 28,6%                                                    |
| Виробництво                                              | Виробництво                                              |                                                          | 4,8%                                                     | 4,8%                                                     |

## Клімат
Середня річна температура становить 3,3°C, середня максимальна – 18,7°C, а середня мінімальна – -12,7°C. Середня річна кількість опадів – 1 390 мм.
| Клімат поселення                              | Клімат поселення | Клімат поселення | Клімат поселення | Клімат поселення | Клімат поселення | Клімат поселення | Клімат поселення | Клімат поселення | Клімат поселення | Клімат поселення | Клімат поселення | Клімат поселення | Клімат поселення |
| Показник                                      | Січ.             | Лют.             | Бер.             | Квіт.            | Трав.            | Черв.            | Лип.             | Серп.            | Вер.             | Жовт.            | Лист.            | Груд.            |                  |
| Середній максимум, °C                         | −2,83            | −3,65            | −0,08            | 5,14             | 10,01            | 14,81            | 17,97            | 18,73            | 14,08            | 8,79             | 3,95             | −1,36            |                  |
| Середня температура, °C                       | −7,36            | −8,18            | −4,62            | 0,64             | 5,46             | 10,28            | 14,75            | 15,53            | 10,88            | 5,58             | 0,74             | −4,58            |                  |
| Середній мінімум, °C                          | −11,89           | −12,72           | −9,16            | −3,91            | 0,93             | 5,76             | 11,55            | 12,32            | 7,68             | 2,38             | −2,47            | −7,78            |                  |
| Норма опадів, мм                              | 147              | 103              | 86               | 67               | 89               | 107              | 105              | 125              | 137              | 140              | 139              | 145              |                  |
| Середньомісячна швидкість вітру, м/с          | 5.37             | 5.03             | 5.07             | 4.82             | 4.38             | 4.19             | 3.80             | 3.98             | 4.33             | 4.59             | 4.87             | 5.18             |                  |
| Середньомісячна сонячна радіація, кДж/м²·день | 3521             | 6531             | 10832            | 14699            | 17895            | 19368            | 18739            | 15846            | 11600            | 6954             | 3754             | 2631             |                  |
| --------------------------------------------- | ---------------- | ---------------- | ---------------- | ---------------- | ---------------- | ---------------- | ---------------- | ---------------- | ---------------- | ---------------- | ---------------- | ---------------- | ---------------- |
| Джерело:                                      |                  |                  |                  |                  |                  |                  |                  |                  |                  |                  |                  |                  |                  |